# The Hits/The B-Sides (Prince-válogatásalbum)
A The Hits/The B-Sides Prince zenei díszdoboza és második válogatásalbuma, amely 1993. szeptember 10-én jelent meg. Három lemezből áll és legsikeresebb dalait és rajongói kedvenceket tartalmaz.

## Háttér
1993-ban Prince ki akarta adni a Goldniggát, amely a The New Power Generation debütáló albuma volt, de a Warner Bros. nem volt hajlandó megjelentetni és kiadtak egy válogatásalbumot, amelyet két évvel korábban, a Diamonds and Pearls helyett terveztek.
A két lemez külön jelent meg The Hits 1 és The Hits 2 címen, de a The B-Sides lemez csak a teljes díszdoboz megvásárlásával volt beszerezhető. Mindegyik lemez egy napon jelent meg. A dalok nagy része a kislemez-verziójában szerepel az albumon, ezek kivételei az "Alphabet St.", a "7", a "Little Red Corvette", a "Sexy MF", a "Let's Go Crazy", és a "Purple Rain". Ezen az albumon szerepelt először a "Kiss" CD-formátumban.  A harmadik lemezen a dalok 7" verziója szerepelt, kivétel a "200 Balloons", a "17 Days", a "Gotta Stop (Messin' About)", a "Horny Toad", az "Irresistible Bitch", az "I Love U in Me", a "God", és a "How Come U Don't Call Me Anymore?", amelyek az eredeti hosszúságú verziójukban szerepeltek.
A korábban nem megjelent dalok között van a "4 the Tears in Your Eyes" koncertfelvétele, amely korábban csak egy 1985-ös televíziós adásban jelent meg a Live Aid-koncerteken. Szerepelt az albumon a "Nothing Compares 2 U" koncertfelvétele, amelyet 1992-ben vettek fel a Paisley Park-ban a The New Power Generationnel. A "Peach"-et gyakran játszotta turnéin. A "Pope" szerepelt a Glam Slam Ulysses musical balettben.
A Warner Bros. fizetett Princenek, hogy ne vegyen részt a válogatás összeállításában.

## Kereskedelmi teljesítménye
Az Egyesült Államokban az album 19. helyen debütált a Billboard 200-on és több, mint 87 ezer példányt adtak el belőle az első héten. A The Hits 1 46., a The Hits 2 pedig 55. helyig jutott a listán.
A Prince halála utáni héten 2016-ban 40 ezer példány kelt el az albumból, amellyel az album a Billboard 200-on hatodik lett, a következő héten 106 ezret adtak el az albumból, amivel negyedik helyig jutott. 1993. szeptemberében platina minősítést kapott az Amerikai Hanglemezgyártók Szövetségétől (RIAA).
2016 áprilisáig 1.4 millió példány kelt el a The Hits 1-ből és 1.7 millió a The Hits 2-ből, összességében 3.2 millió példány körül az Egyesült Államokban.
Az Egyesült Királyságban az album negyedik helyig jutott a UK Albums Charton és 18 hetet töltött a listán. A Hits 1 és a Hits 2 is ötödik helyet tudott elérni. Az album 2013 júliusában kapott arany minősítést a Brit Hanglemezgyártók Szövetségétől (BPI).

## Számlista

### The Hits 1
| 1.    | When Doves Cry (single edit)                                                        | Purple Rain (1984)               | 3:48 |
| 2.    | Pop Life (Prince and The Revolution)                                                | Around the World in a Day (1985) | 3:42 |
| 3.    | Soft and Wet                                                                        | For You (1978)                   | 3:03 |
| 4.    | I Feel for You                                                                      | Prince (1979)                    | 3:25 |
| 5.    | Why You Wanna Treat Me So Bad?                                                      | Prince                           | 3:48 |
| 6.    | When You Were Mine                                                                  | Dirty Mind (1980)                | 3:43 |
| 7.    | Uptown (single edit)                                                                | Dirty Mind                       | 4:09 |
| 8.    | Let's Go Crazy (Prince and The Revolution)                                          | Purple Rain                      | 4:39 |
| 9.    | 1999 (single edit; Prince and The Revolution)                                       | 1999 (1982)                      | 3:37 |
| 10.   | I Could Never Take the Place of Your Man (single edit)                              | Sign o' the Times (1987)         | 3:40 |
| 11.   | Nothing Compares 2 U (koncert; Prince and The New Power Generation és Rosie Gaines) | korábban nem jelent meg          | 4:58 |
| 12.   | Adore (edited version)                                                              | Sign o' the Times                | 4:41 |
| 13.   | Pink Cashmere                                                                       | korábban nem jelent meg          | 6:15 |
| 14.   | Alphabet St.                                                                        | Lovesexy (1988)                  | 5:39 |
| 15.   | Sign o' the Times (single edit)                                                     | Sign o' the Times                | 3:43 |
| 16.   | Thieves in the Temple                                                               | Graffiti Bridge (1990)           | 3:20 |
| 17.   | Diamonds and Pearls (single edit; Prince and The New Power Generation)              | Diamonds and Pearls (1991)       | 4:20 |
| 18.   | 7 (Prince and The New Power Generation)                                             | Love Symbol (1992)               | 5:09 |
| 72:10 |                                                                                     |                                  |      |

### The Hits 2
| 1.    | Controversy (single edit)                                     | Controversy (1981)        | 3:35 |
| 2.    | Dirty Mind (single edit)                                      | Dirty Mind                | 3:49 |
| 3.    | I Wanna Be Your Lover (single edit)                           | Prince                    | 2:58 |
| 4.    | Head                                                          | Dirty Mind                | 4:43 |
| 5.    | Do Me, Baby (single edit)                                     | Controversy               | 3:57 |
| 6.    | Delirious (single edit; Prince and The Revolution)            | 1999                      | 2:39 |
| 7.    | Little Red Corvette (performed by Prince and The Revolution)  | 1999                      | 4:56 |
| 8.    | I Would Die 4 U (single version; Prince and The Revolution)   | Purple Rain               | 2:56 |
| 9.    | Raspberry Beret (Prince and The Revolution)                   | Around the World in a Day | 3:32 |
| 10.   | If I Was Your Girlfriend (single edit)                        | Sign o' the Times         | 3:46 |
| 11.   | Kiss (single version; performed by Prince and The Revolution) | Parade (1986)             | 3:46 |
| 12.   | Peach                                                         | korábban nem jelent meg   | 3:48 |
| 13.   | U Got the Look (Sheena Eastonnal)                             | Sign o' the Times         | 3:47 |
| 14.   | Sexy M.F. (Prince and The New Power Generation)               | Love Symbol Album         | 5:26 |
| 15.   | Gett Off (Prince and The New Power Generation)                | Diamonds and Pearls       | 4:30 |
| 16.   | Cream (Prince and The New Power Generation)                   | Diamonds and Pearls       | 4:13 |
| 17.   | Pope (featuring Mayte)                                        | korábban nem jelent meg   | 3:28 |
| 18.   | Purple Rain (Prince and The Revolution)                       | Purple Rain               | 8:40 |
| 69:49 |                                                               |                           |      |

### The B-Sides
| 1.    | Hello (Prince and The Revolution)                    | "Pop Life" (1985)                    | 3:24 |
| 2.    | 200 Balloons                                         | "Batdance" (1989)                    | 5:06 |
| 3.    | Escape                                               | "Glam Slam" (1988)                   | 3:30 |
| 4.    | Gotta Stop (Messin' About)                           | nem albumon (1981)                   | 2:55 |
| 5.    | Horny Toad                                           | "Delirious" (1983)                   | 2:12 |
| 6.    | Feel U Up                                            | "Partyman" (1989)                    | 3:44 |
| 7.    | Girl (Prince and The Revolution)                     | "America" (1985)                     | 3:48 |
| 8.    | I Love U in Me                                       | "The Arms of Orion" (1989)           | 4:13 |
| 9.    | Erotic City (Prince and The Revolution)              | "Let's Go Crazy" (1984)              | 3:55 |
| 10.   | Shockadelica                                         | "If I Was Your Girlfriend" (1987)    | 3:31 |
| 11.   | Irresistible Bitch                                   | "Let's Pretend We're Married" (1983) | 4:12 |
| 12.   | Scarlet Pussy (Camille)                              | "I Wish U Heaven" (1988)             | 4:18 |
| 13.   | La, La, La, He, He, Hee                              | "Sign o' the Times" (1987)           | 3:22 |
| 14.   | She's Always in My Hair (Prince and The Revolution)  | "Raspberry Beret" (1985)             | 3:27 |
| 15.   | 17 Days (Prince and The Revolution)                  | "When Doves Cry" (1984)              | 3:55 |
| 16.   | How Come U Don't Call Me Anymore?                    | "1999" (1982)                        | 3:51 |
| 17.   | Another Lonely Christmas (Prince and The Revolution) | "I Would Die 4 U" (1984)             | 4:52 |
| 18.   | God (Prince and The Revolution)                      | "Purple Rain" (1984)                 | 4:03 |
| 19.   | 4 the Tears in Your Eyes (live)                      | korábban nem jelent meg              | 3:24 |
| 20.   | Power Fantastic                                      | korábban nem jelent meg              | 4:45 |
| 69:05 |                                                      |                                      |      |

## Slágerlisták
| Slágerlista (1993)                    | Legmagasabb pozíció |
| ------------------------------------- | ------------------- |
| Ausztrál Albumok (ARIA)               | 5                   |
| Belga Albumok (Ultratop Flanders)     | 40                  |
| Dán Albumok (Hitlisten)               | 5                   |
| Holland Albumok (Album Top 100)       | 10                  |
| Német Albumok (Offizielle Top 100)    | 58                  |
| Új-zélandi Albumok (RMNZ)             | 15                  |
| Norvég Albumok (VG-lista)             | 11                  |
| Spanyol Albumok (AFYVE) (The Hits 1)  | 8                   |
| Spanyol Albumok (AFYVE) (The Hits 2)  | 6                   |
| Svéd Albumok (Sverigetopplistan)      | 19                  |
| Svájci Albumok (Schweizer Hitparade)  | 9                   |
| UK Albums (OCC)                       | 4                   |
| UK Albums (OCC) (The Hits 1)          | 5                   |
| UK Albums (OCC) (The Hits 2)          | 5                   |
| US Billboard 200                      | 19                  |
| US Billboard 200 (The Hits 1)         | 46                  |
| US Billboard 200 (The Hits 2)         | 54                  |
| US Top R&B/Hip-Hop Albums (Billboard) | 6                   |
| Slágerlista (2016)                    | Legmagasabb pozíció |
| Ausztrál Albumok (ARIA)               | 4                   |
| Olasz Albumok (FIMI)                  | 60                  |
| Új-zélandi Albumok (RMNZ)             | 1                   |
| US Billboard 200                      | 4                   |

| Slágerlista (2016)        | Pozíció |
| ------------------------- | ------- |
| Új-zélandi Albumok (RMNZ) | 23      |

## Minősítések
| Régió                      | Minősítés | Példányszám |
| -------------------------- | --------- | ----------- |
| Új-Zéland (RMNZ)           | Platina   | 15,000      |
| Spanyolország (PROMUSICAE) | Arany     | 50,000      |
| Egyesült Királyság (BPI)   | Arany     | 100,000     |
| Egyesült Államok (RIAA)    | Platina   | 1,000,000   |